# Dorygonus
Dorygonus là một chi bọ cánh cứng trong họ 
Elateridae.
Chi này được miêu tả khoa học năm 1859 bởi Candèze.

## Các loài
Các loài trong chi này gồm:
- Dorygonus acutus Fleutiaux, 1932
- Dorygonus alluaudi Fleutiaux, 1932
- Dorygonus amaurus Candèze, 1859
- Dorygonus angustus Fleutiaux, 1932
- Dorygonus blairi Fleutiaux, 1932
- Dorygonus brevicollis Fleutiaux, 1932
- Dorygonus brunneus Candèze, 1893
- Dorygonus cavifrons Fleutiaux, 1932
- Dorygonus coquereli Candeze
- Dorygonus famelicus Candeze
- Dorygonus ferruginens Fleutiaux, 1932
- Dorygonus humbloti Fleutiaux, 1932
- Dorygonus impressifrons Schwarz
- Dorygonus intermedius Fleutiaux, 1934
- Dorygonus michaelis Fleutiaux, 1941
- Dorygonus mocquerysi Fleutiaux, 1932
- Dorygonus nigricornis Fleutiaux, 1932
- Dorygonus nigripes Fleutiaux, 1932
- Dorygonus nitidissimus Fleutiaux, 1934
- Dorygonus parallelus Fleutiaux, 1932
- Dorygonus propinquus Fleutiaux, 1934
- Dorygonus pumilus Candèze, 1893
- Dorygonus rufipes Fleutiaux, 1932
- Dorygonus semiustus Candeze
- Dorygonus separatus Fleutiaux, 1932
- Dorygonus sicardi Fleutiaux, 1932
- Dorygonus sordidus Schwarz
- Dorygonus stygius Candeze
- Dorygonus testaceus Fleutiaux, 1932
- Dorygonus umbilicatus Fleutiaux, 1932
- Dorygonus vicinus Fleutiaux, 1934
- Dorygonus viridipennis Fleutiaux, 1934
- Dorygonus xanthobracus Candeze